# Lucanus kanoi
Lucanus kanoi es una especie de coleóptero de la familia Lucanidae. Solo posee una subespecie: Lucanus kanoi kanoi.

## Distribución geográfica
Habita en Taiwán.